# Joy to the World
«Joy to the World» (укр. Радість світу) — популярна англійська різдвяна колядка, яку написав у 1719 році англійський священик і автор пісень Ісаак Воттс. Текст колядки є християнським переосмисленням Псалма 98 і Книги Буття.
Наприкінці 18 століття «Радість світу» кілька разів друкувалася з нотами, але мелодії не були пов’язані з тією, яка зазвичай використовується сьогодні. Колядку зазвичай співають під аранжування 1848 року американського композитора Ловелла Мейсона мелодії, яку приписують Георгу Фрідріху Генделю.

## Текст[2]
| Joy to the world, the Lord is come! Let earth receive her King; Let every heart prepare him room, And heaven and nature sing, And heaven, and heaven, and nature sing. Joy to the world! the Saviour reigns; Let men their songs employ; While fields and floods, rocks, hills, and plains Repeat the sounding joy, Repeat, repeat the sounding joy. No more let sins and sorrows grow, Nor thorns infest the ground; He comes to make His blessings flow Far as the curse is found, Far as, far as, the curse is found. He rules the world with truth and grace, And makes the nations prove The glories of His righteousness, And wonders of His love, And wonders, wonders, of His love. | Радіє світ, Ісус прийшов! Король душі воскрес. Він в кожнім серці дім знайшов, Співає все до небес, Співає, співає все до небес. Радіє світ, наш Рятівник. Зайняв свій трон святий. Річки й поля, і вся Земля. І радість звучить на ній, І радість, радість звучить на ній. Нехай відступлять гріхи і сум, І терні в глибинь втопить. Приходить Він благословить Прокляття всі загубить, Прокляття назавжди всі загубить. Він чесно править світом всім, Країни єднає всі. Велика слава летить у дім, Любові його дари, Любові, любові його дари. |